# Юшала (посёлок)
Юшала́ — посёлок (с 1958 по 2004 — городского типа) в Тугулымском городском округе Свердловской области.

## География
Посёлок Юшала расположен в лесистой западной части Тугулымского района и соответствующего ему одноимённого городского округа, на юго-востоке Свердловской области, в 23 километрах на запад от посёлка Тугулыма (по автотрассе в 28 километрах), в 4 километрах к югу от Сибирского тракта. В посёлке имеется станция Юшала ветки Екатеринбург — Тюмень Свердловской железной дороги. Данная железнодорожная ветка является частью Транссибирской магистрали.
От Юшалы на юг проходит 10-километровая дорога, соединяющая посёлок с селом Яр. Дорога заканчивается на правом берегу реки Пышмы, зимой прокладывается дорога на противоположный берег.

## История
Посёлок возник в 1885 году при строительстве Транссибирской железной дороги. В октябре 2004 года рабочий посёлок Юшала был отнесён к категории сельских населенных пунктов к виду посёлок.

### Расстрел матросов с броненосца «Потёмкин»
Осуждённых «потёмкинцев» этапировали по маршруту Севастополь — Самара — Урал — Иркутск — Александровский централ. В Самаре к ним присоединили осуждённых участников восстания на крейсере «Очаков». Группа каторжников из шести человек, в числе которых были моряки с «Потёмкина» и «Очакова», в пути следования перепилив решётку вагона, пытались бежать на станции Юшала. Вскоре они были пойманы охраной и расстреляны. Все беглецы похоронены в городе Камышлове.

## Николаевский молитвенный дом
В 1996 году в Юшале открыт деревянный, однопрестольный храм, который был освящен во имя святого Николая, архиепископа Мирликийского.

## Часовня во имя иконы Божьей Матери
В Юшале имеется деревянная часовня во имя иконы Божьей Матери «Спорительница хлебов».

## Экономика
В Юшале работает деревообрабатывающий комбинат, ДК.

## Население
| 1959 | 1970  | 1979  | 1989  | 2002  | 2010  | 2021  |
| ---- | ----- | ----- | ----- | ----- | ----- | ----- |
| 6050 | ↘4777 | ↘4426 | ↗4838 | ↘4239 | ↘3827 | ↘3043 |